# Ordine al merito navale (Federazione Russa)
L'ordine al merito navale  (in russo О́рден «За морски́е заслу́ги»?, Orden «Za morskie zaslugi») è un'onorificenza della Federazione Russa.
È stato fondato il 17 dicembre 2002.

## Assegnazione
L'ordine viene assegnato ai cittadini:
- per i risultati conseguiti nello sviluppo dell'esplorazione e dell'uso degli oceani nell'interesse della difesa nazionale e per il garantire il suo sviluppo economico e sociale;
- per i risultati conseguiti nello sviluppo e nell'attuazione delle più recenti tecnologie e attrezzature per la marina russa;
- per i servizi di manutenzione, nell'espansione e ricerca e della zona esclusiva economica oceanica della Federazione Russa;
- per i risultati ottenuti nella lotta contro le azioni illegali di pirati e bracconieri volte a causare danni ambientali ed economici che possono incidere male nella reputazione e negli interessi della Federazione Russa nella sua zona economica esclusiva oceanica, così come gli attacchi contro le navi battenti bandiera nazionale della Federazione russa sugli oceani;
- per la sapiente organizzazione e svolgimento di esercitazioni e manovre navali, durante i quali tutti gli obiettivi sono stati pienamente raggiunti.

## Insegne
- L'insegna è una croce d'argento di 40 mm di larghezza. Al centro si intersecano due ancore e si trova un medaglione con l'emblema della Federazione Russa. Il bordo del medaglione è smaltato di blu e si trova la scritta in argento "AL MERITO NAVALE" (russo: "ЗА МОРСКИЕ ЗАСЛУГИ" ).
- Il nastro è bianco con tre sottili strisce blu centrali.